# Гіала-Пері
Гіала Пері (Gyala Peri, кит. 加拉白垒峰 Jiālābáilěi Fēng) – вершина в  Гімалаях. Розташована в  Китаї близько до кордону з Непалом. Це один з найвищих піків в масиві Намче Барва і один з найвищих  85-й в світі.
Перше сходження в жовтні 1986 р. здійснили японські альпіністи Y. Hashimoto, H. Imamura i Y. Ogata.